# Lijst van libellen en waterjuffers in Nederland
Dit is een lijst met libellen en waterjuffers (Odonata) van Nederland. Deze lijst is gebaseerd op informatie van de Vlinderstichting. Daarnaast zijn vijf verdwenen soorten niet in deze lijst opgenomen. Het betreft de bronslibel (Oxygastra curtisii), dwergjuffer (Nehalennia speciosa), mercuurwaterjuffer (Coenagrion mercuriale), oostelijke witsnuitlibel (Leucorrhinia albifrons) en sierlijke witsnuitlibel (Leucorrhinia caudalis). 

## FamilieBeekjuffers(Calopterygidae)

### GeslachtBeekjuffers(Calopteryx)
- Bosbeekjuffer (Calopteryx virgo)
- Weidebeekjuffer (Calopteryx splendens)

## FamiliePantserjuffers(Lestidae)

### GeslachtPantserjuffers(Lestes)
- Gewone pantserjuffer (Lestes sponsa)
- Tangpantserjuffer (Lestes dryas)
- Tengere pantserjuffer (Lestes virens)
- Zwervende pantserjuffer (Lestes barbarus)

### GeslachtWinterjuffers(Sympecma)
- Bruine winterjuffer (Sympecma fusca)
- Noordse winterjuffer (Sympecma paedisca)

### GeslachtChalcolestes
- Houtpantserjuffer (Chalcolestes viridis)

## FamilieWaterjuffers(Coenagrionidae)

### GeslachtVuurjuffers(Pyrrhosoma)
- Vuurjuffer (Pyrrhosoma nymphula)

### GeslachtCoenagrion
- Azuurwaterjuffer (Coenagrion puella)
- Donkere waterjuffer (Coenagrion armatum)
- Gaffelwaterjuffer (Coenagrion scitulum)
- Maanwaterjuffer (Coenagrion lunulatum)
- Speerwaterjuffer (Coenagrion hastulatum)
- Variabele waterjuffer (Coenagrion pulchellum)

### GeslachtRoodoogjuffers(Erythromma)
- Grote roodoogjuffer (Erythromma najas)
- Kleine roodoogjuffer (Erythromma viridulum)
- Kanaaljuffer (Erythromma lindenii)

### GeslachtWatersnuffels(Enallagma)
- Watersnuffel (Enallagma cyatigerum)

### GeslachtLantaarntjes(Ischnura)
- Lantaarntje (Ischnura elegans)
- Tengere Grasjuffer (Ischnura pumilio)

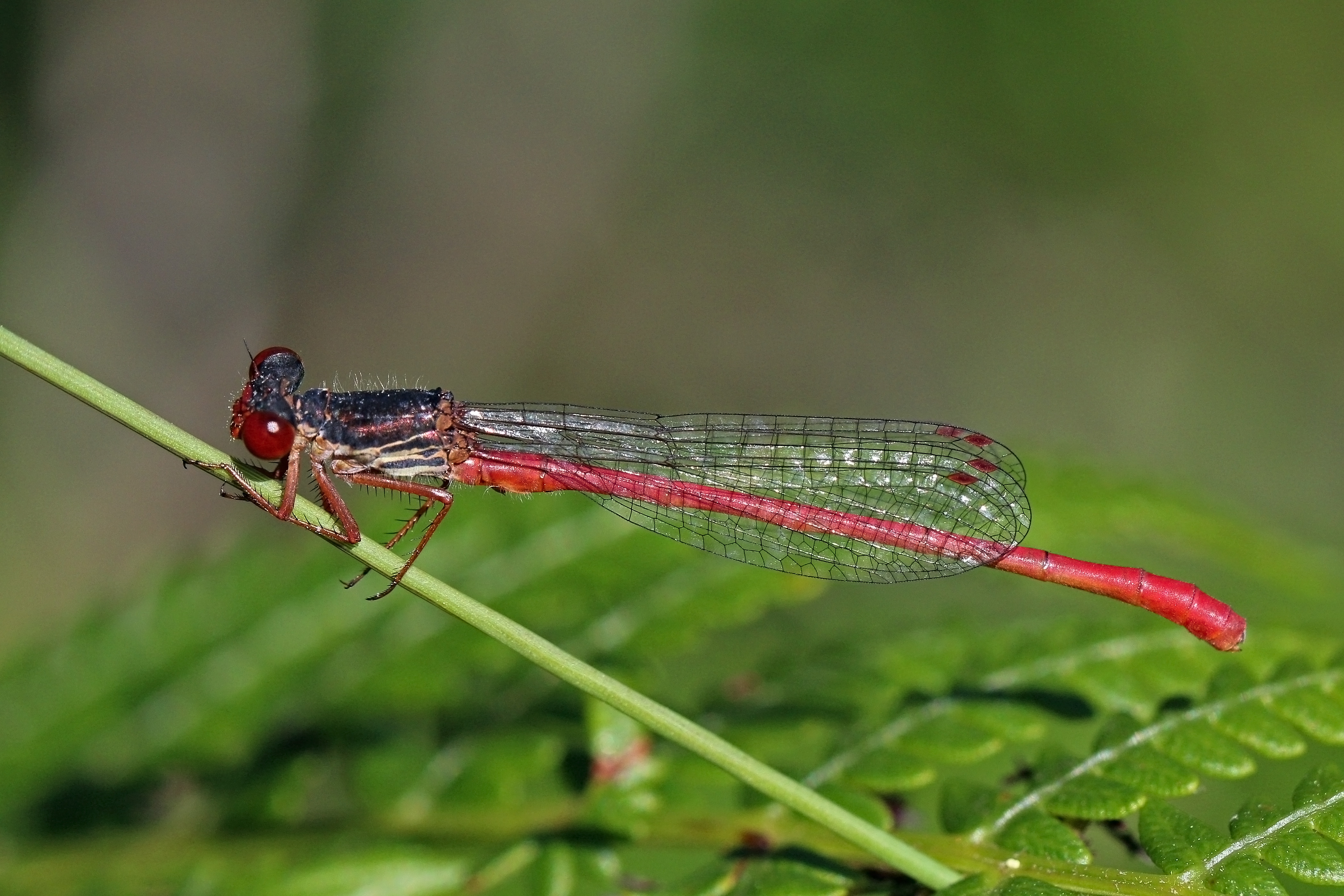
Mannelijke koraaljuffer (Ceriagrion tenellum)

### GeslachtKoraaljuffers(Ceriagrion)
- Koraaljuffer (Ceriagrion tenellum)

## FamilieBreedscheenjuffers(Platycnemididae)

### GeslachtBreedscheenjuffers(Platycnemis)
- Blauwe breedscheenjuffer (Platycnemis pennipes)

## FamilieGlazenmakers(Aesnidae)

### GeslachtGlazenmakers(Aeshna)
- Vroege glazenmaker (Aeshna isoceles)
- Blauwe glazenmaker (Aeshna cyanea)
- Bruine glazenmaker (Aeshna grandis)
- Groene glazenmaker (Aeshna viridis)
- Noordse glazenmaker (Aeshna subarctica)
- Paardenbijter (Aeshna mixta)
- Venglazenmaker (Aeshna juncea)
- Zuidelijke glazenmaker (Aeshna affinis)

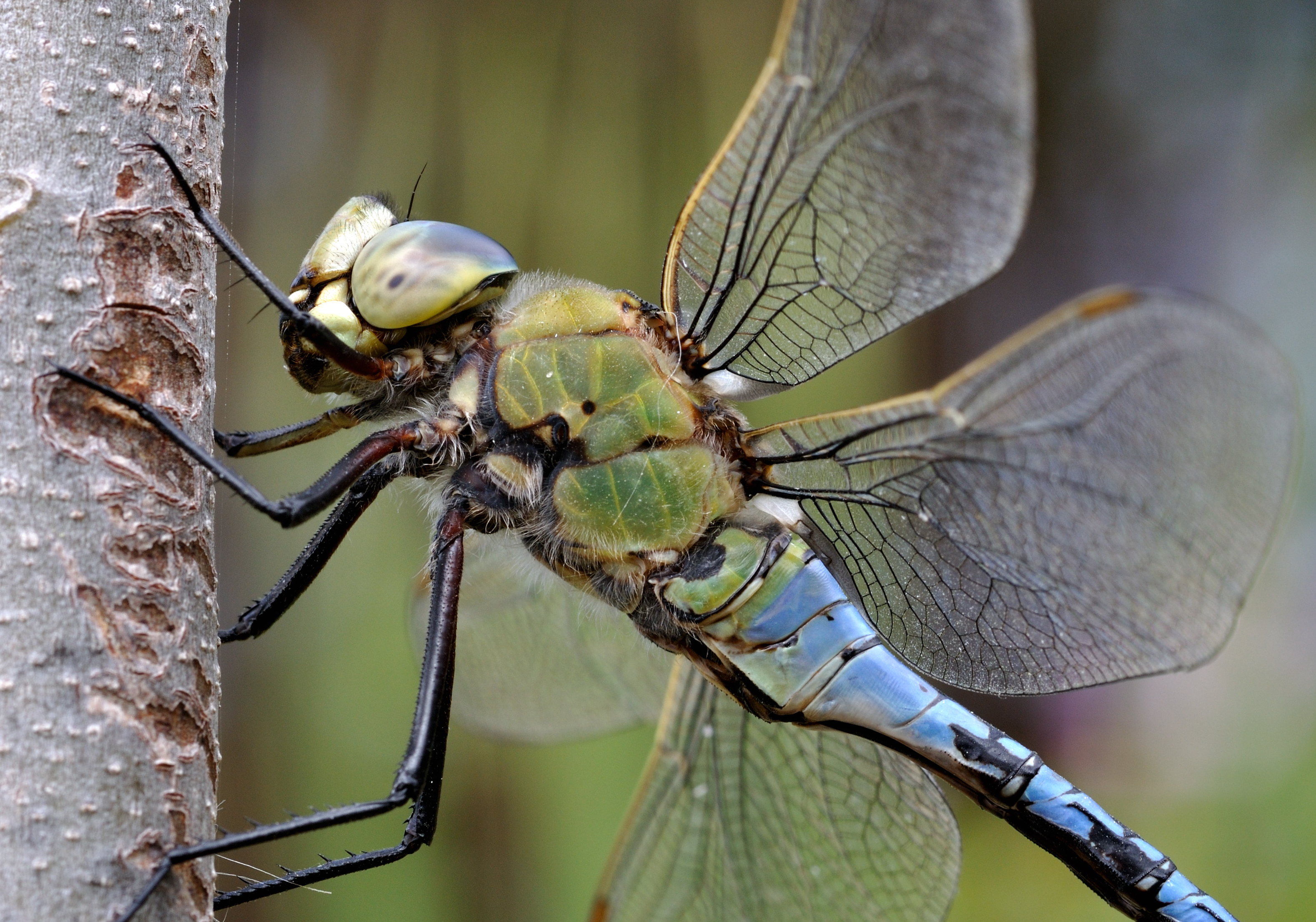
Mannelijke grote keizerlibel (Anax imperator)

### GeslachtKeizerlibellen(Anax)
- Grote keizerlibel (Anax imperator)
- Zuidelijke keizerlibel (Anax parthenope)
- Zadellibel (Anax ephippiger)

### GeslachtGlassnijders(Brachytron)
- Glassnijder (Brachytron pratense)

## FamilieRombouten(Gomphidae)

### GeslachtRombouten(Gomphus)
- Beekrombout (Gopmhus vulgatissimus)
- Plasrombout (Gomphus pulchellus)

### GeslachtStylurus
- Rivierrombout (Stylurus flavipes)

### GeslachtGaffellibellen(Ophiogomphus)
- Gaffellibel (Ophiogomphus cecilia)
- Kleine tanglibel (Onychogomphus foricpatus)

## FamilieBronlibellen(Cordulegastridae)

### Geslacht Cordulegaster
- Gewone bronlibel (Cordulegaster boltonii)

## FamilieGlanslibellen(Corduliidae)

### GeslachtGlanslibellen(Somatochlora)
- Gevlekte glanslibel (Somatochlora flavomaculata)
- Hoogveenglanslibel (Somatochlora arctica)
- Metaalglanslibel (Somatochlora metallica)

### GeslachtSmaragdlibellen(Cordulia)
- Smaragdlibel (Cordulia aenea)

### GeslachtTweevlekken(Epitheca)
- Tweevlek (Epitheca bimaculata)

## FamilieKorenbouten(Libellulidae)

### GeslachtWitsnuitlibellen(Leucorrhinia)
- Gevlekte witsnuitlibel (Leucorrhinia pectoralis)
- Noordse witsnuitlibel (Leucorrhinia rubicunda)
- Venwitsnuitlibel (Leucorrhinia dubia)

### GeslachtOeverlibellen(Orhetrum)
- Beekoeverlibel (Orhetrum coerulescens)
- Gewone oeverlibel (Orhetrum cancellatum)
- Zuidelijke oeverlibel (Orhetrum brunneum)

### GeslachtKorenbouten(Libellula)
- Bruine korenbout (Libellula fulva)
- Platbuik (Libellula depressa)
- Viervlek (Libellula quadrimaculata)

### GeslachtHeidelibellen(Sympetrum)
- Bandheidelibel (Sympetrum pedemontanum)
- Bloedrode heidelibel (Sympetrum sanguineum)
- Bruinrode heidelibel (Sympetrum striolatum)
- Geelvlekheidelibel (Sympetrum flaveolum)
- Kempense heidelibel (Sympetrum depressiusculum)
- Steenrode heidelibel (Sympetrum vulgatum)
- Zuidelijke heidelibel (Sympetrum meridionale)
- Zwarte heidelibel (Sympetrum danae)
- Zwervende heidelibel (Sympterum fonscolombii)

### GeslachtVuurlibellen(Crocthemis)
- Vuurlibel (Crothemis erytraea)